# Prožno sipanje
Próžno sípanje je oblika sipanja delcev v teoriji sipanja, jedrski fiziki in fiziki osnovnih delcev. V takšnem procesu se kinetična energija osnovnega delca v sistemu masnih središč ohranja, njena smer gibanja pa se spreminja (zaradi interakcije z drugimi delci in/ali potenciali). Velja še naprej, da, čeprav je kinetična energija delca v sistemu masnih središč konstantna, njegova energija v sistemu laboratorija ni. V splošnem prožno sipanje opisuje proces v katerem se ohranja celotna kinetična energija sistema. Med prožnim sipanjem visokoenergijskih podatomskih delcev je v veljavi linearni prenos energije dokler se energija in hitrost delca v procesu ne zmanjšata do vrednosti okolice, ko se delec »ustavi«.

## Elektronsko prožno sipanje
Če je delec v procesu sipanja delec alfa in se uklanja v električnem potencialu atomov in molekul, se proces sipanja imenuje Rutherfordovo sipanje. V mnogih tehnikah uklona elektronov, kot so odbojni uklon visokoenergijskih elektronov (RHEED), uklon prenosnih elektronov (TED) in uklon plinskih elektronov (GED), kjer imajo elektroni v procesu dovolj visoko energijo (več kot 10 keV), prožno elektronsko sipanje postane glavna komponenta procesa sipanja in se jakost sipanja izraža kot funkcija prenosa gibalne količine, definirane kot razlika med vektorjema gibalnih količin elektrona v procesu in sipanega elektrona.

## Optično prožno sipanje
- v Thomsonovem sipanju foton interagira z elektroni – kar podaja Comptonovo sipanje pri višjih energijah
- v Rayleighovem sipanju foton prodira v snov, ki jo sestavljajo delci, katerih velikost je veliko manjša kot njegova valovna dolžina. V tem procesu sipanja se ohranja energija (in zato valovna dolžina) fotona v procesu, spremeni se le njegova smer. V tem primeru je jakost sipanja sorazmerna s četrto potenco obratne vrednosti valovne dolžine fotona v procesu.

## Jedrska fizika delcev
Za delce z maso protona ali večjo je prožno sipanje ena od glavnih načinov s katerim delci interagirajo s snovjo. Pri relativističnih energijah bodo protoni, nevtroni, helijevi ioni in ioni HZE izpostavljeni mnogim prožnim trkom preden se bodo razpršili. To je pomembno pri mnogih vrstah ionizirajočega sevanja, vključno s kozmičnimi žarki, Sončevimi protonskimi nevihtami, prostimi nevtroni v izdelavi jedrskega orožja, jedrskih reaktorjev in vesoljskih ladij ter raziskovanjem Zemljinega magnetnega polja. Pri izdelavi učinkovite biološke zaščite je treba biti pozoren na linearni prenos energije delcev, ko se gibljejo skozi zaščito. V jedrskih reaktorjih je nevtronova srednja prosta pot kritična saj se med potjo prožno sipa in postane počasi gibajoči se termalni nevtron.
Poleg prožnega sipanja na nabite delce vplivajo tudi pojavi zaradi njihovega osnovnega naboja, ki jih odbija stran od jedra in zaradi česar se njihova pot znotraj električnega polja ukrivlja. Delci se lahko med jedrskimi reakcijami sipajo tudi neprožno in so lahko zajeti. To se pri protonih in nevtronih zgodi večkrat kot pri težjih delcih. Nevtroni lahko v jedrih v procesu sprožijo tudi njihovo cepitev. Lahka jedra, kot jih imata devterij in litij, se lahko združujejo v jedskem zlivanju.